# Республиканское предложение
Республика́нское предложе́ние (исп. Propuesta Republicana, PRO) — правоцентристская либерально-консервативная политическая партия в Аргентине. «Республиканское предложение» создавалось в 2005 году в качестве избирательного союза, но спустя пять лет, 3 июня 2010 года было преобразовано в унитарную партию.
Республиканское предложение поначалу было образовано как предвыборный союз между двумя партиями: «Обязательство перемен», основанной Маурисио Макри в Буэнос-Айресе, и партией «Обновление для роста» (Recrear) во главе с Рикардо Лопесом Мерфи. Избирательный союз «Республиканское предложение» создавался перед парламентскими выборами, состоявшимися 23 октября 2005 года. На выборах 2005 года альянс получил только девять из 127 избранных депутатов (из 257).
Во время муниципальных выборов, состоявшихся в июне 2007 года в городе Буэнос-Айрес, партия «Республиканское предложение» одержала решительную победу, по результатам которой Маурисио Макри стал главой столичного правительства, а его альянс получил 15 из 30 мест в городском законодательном собрании. На следующих выборах 2011 года Макри сохранил пост мэра Буэнос-Айреса, получив значительную поддержку избирателей и победив с большим отрывом от ближайшего конкурента (выдвиженца от перонистской президентской партии).
На выборах 2015 года Маурисио Макри был выбран президентом Аргентины.